# Kimito
Kimito (in finlandese Kemiö) è stato un comune finlandese di 3 339 abitanti, situato nella regione del Varsinais-Suomi. Il comune era a maggioranza di lingua svedese (64%). Kimito è confluito nel 2009 nel nuovo comune di Kimitoön.